# Michael Field (Politiker)
Michael Walter Field AC (* 28. Mai 1948 in Latrobe, Tasmanien) ist ein australischer Politiker der Australian Labor Party (ALP), der zwischen 1989 und 1992 Premierminister von Tasmanien war.

## Leben
Field absolvierte nach dem Schulbesuch ein grundständiges Studium an der University of Tasmania, das er mit einem Bachelor of Arts (B.A.) abschloss.
Als Kandidat der Australian Labor Party wurde er am 11. Dezember 1976 Wahlkreis Braddon erstmals zum Mitglied des Repräsentantenhauses (Tasmanian House of Assembly), dem Unterhaus des tasmanischen Parlaments, gewählt und gehörte diesem bis zu seinem Mandatsverzicht am 3. Juli 1997 mehr als zwanzig Jahre lang an. Während der Amtszeiten der Premierminister Doug Lowe und Harry Holgate war er zwischen 1979 und 1982 Minister in der Regierung des Bundesstaates, unter anderem bis zu seiner Ablösung durch Harry Holgate 1981 Minister für Kommunalverwaltung (Minister for Local Government).
Nachdem er von 1988 bis 1989 Oppositionsführer war, wurde er am 29. Juni 1989 Premierminister Tasmaniens und damit Nachfolger von Robin Gray von der Liberal Party of Australia. Bei der vorausgegangenen Parlamentswahl vom 13. Mai 1989 erreichte seine Partei 90.003 Stimmen (34,71 Prozent) und verlor zwar einen ihrer 14 Sitze im 35-köpfigen House of Assembly, bildete aber mit den Tasmanian Greens, die fünf Sitze erhielten, eine lose Allianz, die als Labor-Green Accord bekannt wurde.
Das Amt des Premierministers bekleidete er bis zum 17. Februar 1992 und wurde dann von Ray Groom von der Liberal Party of Australia abgelöst. Bei den vorausgegangenen Parlamentswahlen vom 1. Februar 1992 errang die Liberal Party 154.337 Stimmen (54,11 Prozent) und kam auf 19 Sitze, während Fields Labor Party 5,86 Prozentpunkte verlor und mit 82.296 Wählerstimmen (28,85 Prozent) nur noch elf der 35 Abgeordnete im House of Assembly stellte. Daraufhin wurde er abermals Oppositionsführer und bekleidete diese Funktion bis zu seinem Rücktritt am 3. Juli 1997. Nachfolger wurde daraufhin Jim Bacon.
Für seine langjährigen Verdienste wurde Field am 9. Juni 2003 Companion des Order of Australia.